# Batalla de Curzola
La batalla de Curzola es va lliurar el 9 de setembre de 1298 entre les flotes de Gènova i Venècia. És una de les moltes batalles lliurades en els segles XIII i XIV entre Pisa, Gènova i Venècia en una llarga sèrie de guerres pel control del Llevant mediterrani i el comerç.
La batalla va tenir lloc en els mars de sud de Dalmàcia, al canal entre l'illa de Curzola (actualment Korčula, Croàcia) i la península de Sabbioncello. Els venecians estaven dirigits per l'almirall Andrea Dandolo, fill del dogo Giovanni Dandolo, i els genovesos per Lamba Doria, un dels millors marins de l'època. Tot i que els genovesos estaven en inferioritat numèrica, tenien el vent a favor i van envoltar als venecians. Les naus d'aquests estaven tan juntes que l'incendi d'una d'elles es va propagar ràpidament i, finalitzada la batalla, havien perdut seixanta-cinc de les seues noranta-cinc naus, entre capturades i enfonsades. Nou mil homes van resultar morts o ferits, entre ells Andrea Dandolo (de qui s'explica que es va suïcidar un cop al cap contra el pal) i cinc mil van ser fets presoners.
Venècia va patir grans pèrdues, però immediatament les hi va arreglar per equipar altres 100 galeres i obtenir condicions de pau favorables que no van obstaculitzar significativament el seu poder i la seva prosperitat. El tractat es va signar el maig de 1299 i va actuar com a mediador el nou senyor de Milà, Mateu Visconti, el que va portar a la fi de la Guerra de Curzola.
Segons una tradició posterior registrada per Giovanni Battista Ramusio, Marco Polo va ser un dels venecians entre els presoners i el seu famós llibre va ser dictat durant els pocs mesos del seu empresonament. No obstant això, si va ser capturat durant aquesta batalla, en una operació menor prop de Laiazzo (actual Ayas en la moderna Turquia) o en alguna altra topada no documentada és una cosa que no és clar.
No obstant això, l'entusiasta població de Korčula va acudir a recordar aquesta batalla cada setembre, i a retre homenatge a Marco Polo com un dels lleials soldats de Venècia que van arriscar les seves vides a Dalmàcia en defensa de la República.